# Col de Pisseloup
Le col de Pisseloup est un col de montagne routier situé dans le massif du Jura en France. Il se situe à 968 m d'altitude.

## Géographie
Le col se trouve dans le département de l'Ain en France et relie les villes d'Outriaz d'une part et de Champdor-Corcelles et de Brénod d'autre part.

## Cyclisme
Le Tour de France est passé une seule fois par le col de Pisseloup.
| Année | Étape | Parcours                | Premier au sommet              | Versant    | Catégorie |
| ----- | ----- | ----------------------- | ------------------------------ | ---------- | --------- |
| 2016  | 15    | Bourg-en-Bresse – Culoz | Serge Pauwels (Dimension Data) | Nord-ouest | 3         |